# Equipo Acrobático EMAATFA
El Equipo Acrobático de la E.M.A.A.T.F.A. (Escuela Militar de Aplicación Aero-Táctica de la Fuerza Aérea) es un equipo acrobático de la Fuerza Aérea Mexicana formado en 2013 por los instructores de la E.M.A.A.T.F.A. que se dedican a entrenar a los pilotos aviadores mexicanos con armamento y con instrumentos digitales con los aviones Beechcraft T-6C+ Texan II, recientemente adquiridos en 2012. Al igual que el Equipo Acrobático del Colegio del Aire, el equipo acrobático de la E.M.A.A.T.F.A. tiene el propósito de demostrar el arte y la pasión de volar utilizando la acrobacia aérea. Originalmente este equipo poseía 5 aviones, hasta que en el 2015 incorporaron un sexto elemento, pero después del accidente de la Feria Aeroespacial México 2015 el equipo se redujo a 4 aviones por razones de seguridad.

## Tabla Acrobática

### Con 4 aviones
1. Loop en formación "Diamante".
2. Serie de barriles ascendentes y barril por tiempos (No. 4).
3. Rompimento cruzado en formación "V" (miembros 1, 2, y 3).
4. Contraste de velocidades a 170 km/h y a 585 km/h (miembros 3 y 4).
5. Pase en formación "V" con el líder invertido (miembros 1, 2, y 3).
6. Rompimiento en "Gancho".[2]

### Con 5 aviones
1. Loop en formación "V".
2. Serie de barriles ascendentes y barril por tiempos (No. 5).
3. Rompimento en formación "Diamante" (miembros 1, 2, 3, y 4).
4. Contraste de velocidades a 170 km/h y a 585 km/h (miembros 4 y 5).
5. Pase en formación "V" con el líder invertido (miembros 1, 2, y 3).
6. Rompimiento en "Gancho".[3]

### Con 6 aviones
1. Loop en formación "Delta".
2. Gaza de ocho perezoso en formación "Delta".
3. Rompimiento en espiral.
4. Serie de barriles ascendentes y barril por tiempos (No. 5).
5. Ascenso y barrena (No. 6).
6. Rompimento en formación "Diamante" (miembros 1, 2, 3, y 4).
7. Contraste de velocidades a 170 km/h y a 585 km/h (miembros 5 y 6).
8. Pase en formación "V" con el líder invertido y órbita (miembros 1, 2, 3 y 4).
9. Corazón en el cielo atravesado (miembros 4, 5 y 6).
10. Espejo con 2 aviones nivelados (miembros 1, 2 y 3).
11. Rompimiento en "Gancho".[4]

## Accidentes e incidentes
Durante la clausura de la Feria Aeroespacial México 2015 llevada a cabo el 25 de abril de 2015 en la BAM n.º 1 (ubicada en Sta. Lucía, Edo. de México), un Beechcraft T-6C+ Texan II de este equipo acrobático matrícula 6602 se estrelló en la zona de aterrizaje de los helicópteros después de ser golpeado en el motor por el Texan matrícula 6603 al romper la maniobra espejo, el Texan matrícula 6602 perdió el control y se estrelló al tener sus palas destruidas, los pilotos de esta aeronave lograron eyectarse a tiempo y salir con vida y las únicas partes del fuselaje que sobrevivieron fueron la cola y la cabina. El Texan matrícula 6603 (dañado de la cola por la colisión) pudo mantener el control y volvió al suelo sin problemas.

## Aviones utilizados
| Avión                     | Número | Periodo         |
| ------------------------- | ------ | --------------- |
| Beechcraft T-6C+ Texan II | 5      | 2013 - 2015     |
| Beechcraft T-6C+ Texan II | 6      | 2015            |
| Beechcraft T-6C+ Texan II | 5      | 2015 - 2016     |
| Beechcraft T-6C+ Texan II | 4      | 2016 - presente |